# Suite pour orchestre de jazz no 1
La Suite pour orchestre de jazz no 1, opus 38a est une œuvre de musique classique pour orchestre du compositeur russe Dmitri Chostakovitch, composé en 1934 dans un style empruntant des thèmes et une écriture liés au jazz.

## Historique
L'écriture d'une suite dans la langue du jazz par Chostakovitch est liée à sa participation à une commission soviétique de jazz ayant pour but d'organiser un concours à Léningrad pour réhausser le niveau du jazz en URSS, musique populaire et de café, peu connue et présente en Union soviétique des années 1930. Pour encourager d'autres compositeurs, Chostakovitch écrivit cette œuvre qui ne fut cependant pas son premier essai dans le domaine puisqu'il avait, sur un pari d'orchestration, déjà écrit Tahiti-Trot en 1928. La première fut donnée à Léningrad la même année lors du concours.

## Structure
La suite comporte trois mouvements :
1. Waltz
2. Polka
3. Foxtrot

Son exécution dure environ 8 minutes.

## Discographie sélective
- Ricardo Chailly dirigeant le Concertgebouw d'Amsterdam, 1993, chez Decca Records.